# Sukhoi Superjet 100

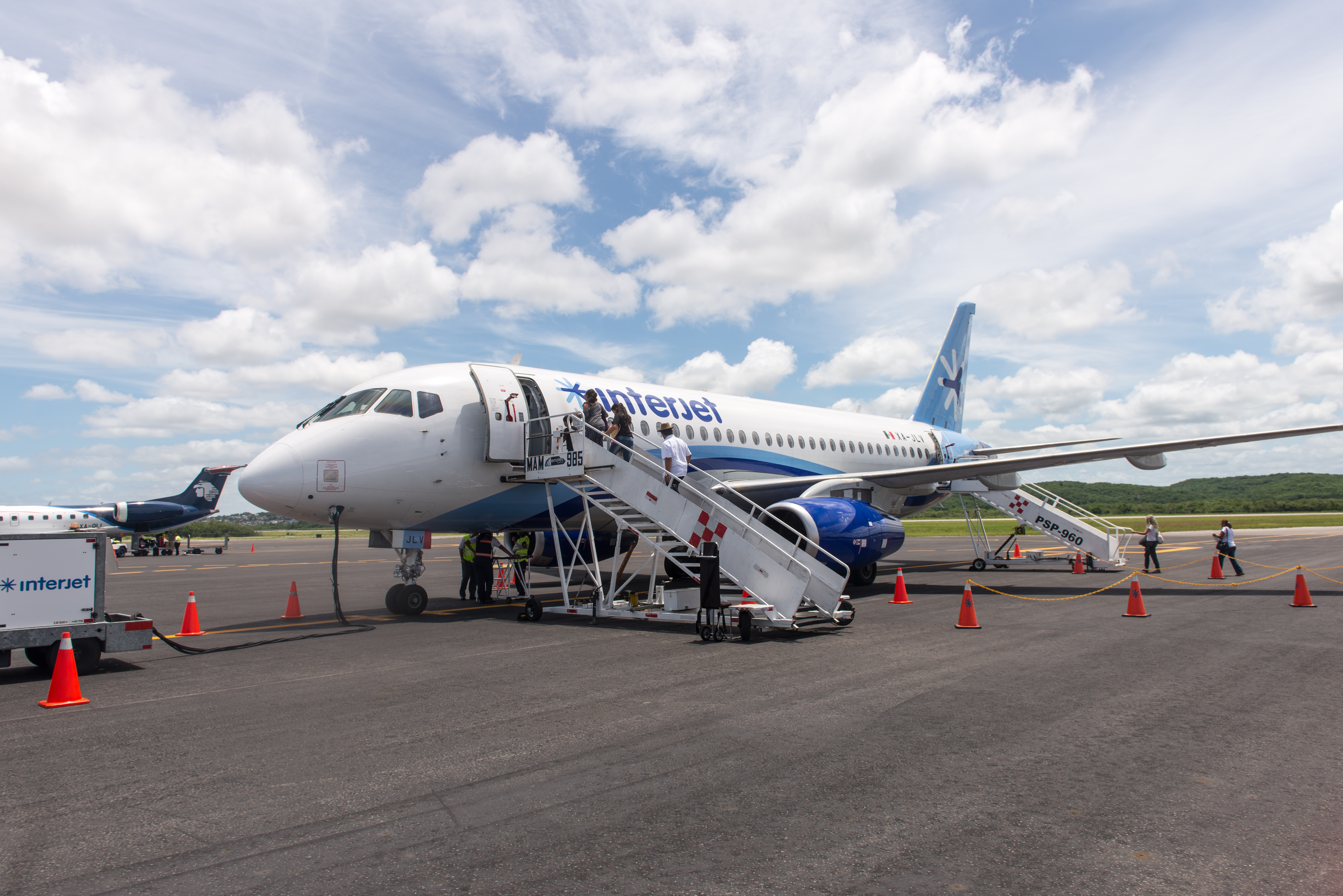
Sukhoi Superjet 100 (Campeche, Mexico) 2015

Sukhoi Superjet 100 là họ máy bay liên vùng có hệ thống kiểm soát bay loại 75-95 chỗ,do bộ phận chế tạo máy bay dân sự của Sukhoi cộng tác với một số hãng sản xuất máy bay và các hãng hàng không lớn trên thế giới hợp tác phát triển. Sukhoi Superjet 100 cất cánh lần đầu vào ngày 19 tháng 5 năm 2008, được Ủy ban Hàng không Liên Quốc gia cấp chứng nhận vào tháng 1 năm 2011, có chuyến bay thương mại đầu tiên vào ngày 21 tháng 4 năm 2011 Yerevan tới Sankt-Peterburg. Đây là chiếc máy bay mà các công ty Nga chủ yếu thực hiện chế tạo khung thân máy bay, còn hệ thống điện tử trang bị hầu hết do công ty Phương Tây sản xuất.

## Phát triển
Những nhà thầu chính: Boeing, Ilyushin, Yakovlev, và PowerJet. SNECMA tài trợ cho dự án. Hãng Hàng không Hindu đang đàm phán để tham gia. Các phân phối sẽ được thực hiện trong 2008. Tuy nhiên chi phí hoạt động SuperJet cao khiến sử dụng không có lợi nhuận do việc bảo trì máy bay do các nhà cung cấp phụ tùng và dịch vụ MRO được đảm bảo vị trí độc quyền đắt hơn các máy bay hãng khác.
Việc sản xuất được thực hiện ở Komsomolsk sông Amur, Nga.
Có hai loại: "Superjet 100-75" (SSJ 100-75) và "SSJ 100-95".
Tập đoàn NAPO thuộc Sukhoi sản xuất phần mũi, cánh đuôi đứng – ngang và Tập đoàn KnAAPO chế tạo cặp cánh chính. Cửa sổ, ghế ngồi khoang lái và khoang hành khách do các nhà thầu phương Tây đảm nhiệm. Về động cơ, NPO Saturn (Nga) đã hợp tác với Snecma Moteurs Pháp để thiết kế động cơ tuốc bin phản lực cánh quạt đẩy SaM146 cho phép đạt tốc độ tối đa 870 km/h, trần bay 12.500m, tầm bay tùy theo tải trọng (hàng hóa, hành khách) từ 2.900-4.500 km.
Về việc phát triển hệ thống điện tử, công ty Thales (Pháp) cung cấp hầu hết các thiết bị: màn hình tinh thể lỏng trong buồng lái, thiết bị liên lạc, thiết bị định vị tương tự với thiết kế nổi tiếng Airbus A380. Công ty CMC Electronics (Canada) đã cung cấp cho Superjet hệ thống kiểm soát lái CMA-9000.
Công ty Thụy Sỹ Leibherr Aerospace đã hợp tác với trung tâm thiết kế Voscod của Nga thiết kế hệ thống điều khiển bay cho Sukhoi Superjet. Leibherr còn phát triển hệ thống điều khiển và điều hòa không khí cho máy bay. Hệ thống cung cấp nguồn điện trên máy bay do công ty Honeywell (Mỹ) thực hiện. Ngoài ra, các công ty Pháp tham gia thiết kế hệ thống càng hạ cánh cho máy bay.
Chiếc SSJ-100 được chế tạo bởi hãng máy bay chiến đấu Sukhoi, đã cất cánh lần đầu tiên vào năm 2008 và bắt đầu các chuyến bay thương mại từ năm 2011. Sự kiện này đã được giới chức Nga hy vọng sẽ đánh dấu một bước ngoặt lịch sử đối với ngành công nghiệp hàng không dân dụng Nga. Cho đến nay, trong ngành hàng không Nga, các loại máy bay cũ kỹ, với kiểu dáng... kỳ cục từ thời Liên Xô vẫn chiếm "ưu thế", trong khi Superjet là một dự án hoàn toàn mới, nhằm đem lại hình ảnh mới và hiện đại của sức mạnh kỹ thuật hàng không Nga trước thế giới.
Sukhoi-Superjet 100 được lên kế hoạch thay thế máy bay Tupolev Tu-134, "chú ngựa thồ" của hàng không Nga chặng ngắn – vốn đã xảy ra nhiều tai nạn nghiêm trọng trong một thập kỷ qua và đã bị nhiều hãng hàng không kể cả có Aeroflot (Nga) ngừng khai thác. Sukhoi Superjet-100 là mẫu máy bay mới được sản xuất nhằm hướng đến phát triển ngành hàng không dân dụng hiện đại của Nga. Nga muốn dùng loại phi cơ này để lấy lại hình ảnh trong mắt thế giới về các máy bay thời Xô Viết.
Hãng hàng không Armavia của Armenia cho biết họ đã trả lại chiếc máy bay Superjet-100 cho nhà sản xuất vì lý do bảo dưỡng không thuận tiện. Ông Mikhail Bagdasarov, chủ tịch hãng hàng không Armavia khẳng định hãng này không tiếp tục sử dụng máy bay Superjet-100 vì chất lượng của nó dưới mức tiêu chuẩn trong hợp đồng.
""Chúng tôi nhận thấy rất bất tiện khi mua máy bay Superjet-100 bởi vì nó yêu cầu phải bảo dưỡng ngay trong năm đầu tiên sử dụng", theo phát ngôn viên của hãng hàng không Armavia.
Trong khi các loại phi cơ Airbus và Boeing đủ sức bay 330-350 giờ trong một tháng, thì Sukhoi SuperJet chỉ bay có 150 giờ. Hãng Armavia đã phải mất tới 4 bốn ngày để thực hiện các thủ tục hải quan nhằm sửa chữa 2 máy bay tại Zhukovsky, Nga.
Sau vụ Sukhoi Superjet 100 rơi ở Indonesia, hãng hàng không PT Sky Aviation của Indonesia cũng cho biết họ sẽ xem xét lại hợp đồng mua 12 máy bay Superjet-100 của công ty Sukhoi. Và sau đó họ quyết định tiếp tục hợp đồng và dự tính khai thác mà không có bất kỳ hạn chế gì. Hãng hàng không này hiện nay đã phá sản.
Ba chiếc máy bay đã được sản xuất cho Hãng hàng không Lào nhưng sau đó chỉ bán được một chiếc còn hai chiếc SupetJet phía Lào đã trả lại cho Nga. Hiện hai máy bay này do Tổng thống Nga quản lý.
Sukhoi Superjet 100 đã gặp rất nhiều trục trặc nhỏ khi phục vụ cho hãng hàng không Aeroflot trong khi hãng chịu áp lực lớn của chính phủ Nga nhằm phải tăng thêm máy bay Nga vào đội bay của hãng.

## Đặt hàng
| Ngày                 | Hãng hàng không                   | EIS       | Superjet 100–95 | Tùy chọn | Giao hàng |
| -------------------- | --------------------------------- | --------- | --------------- | -------- | --------- |
| 22 Tháng 11 năm 2005 | Finance Leasing Company           | 2011      | 10              |          |           |
| 7 Tháng 12 năm 2005  | Aeroflot                          | 2011–2014 | 30              | 15       |           |
| 14 Tháng 9 năm 2007  | Armavia                           | 2011      | 2               | 2        | 1         |
| 15 Tháng 7 năm 2008  | Avia Leasing (for UTAir)          | 2011–2013 | 24              |          |           |
| 5 Tháng 12 năm 2008  | Kartika Airlines                  | 2012–2014 | 30              |          |           |
| 15 Tháng 6 năm 2009  | Malev Hungarian Airlines          | 2012–2014 | 15              | 15       |           |
| 17 Tháng 6 năm 2009  | Gazpromavia                       | TBD       | 10              |          |           |
| 21 Tháng 8 năm 2009  | Yakutia Airlines (lease from FLC) | 2011      | 2               |          |           |
| 21 Tháng 5 năm 2010  | Phongsavanh Airlines              | 2012      | 3               | 6        |           |
| 21 Tháng 7 năm 2010  | Orient Thai Airlines              | 2012–2014 | 12              | 12       |           |
| 21 Tháng 7 năm 2010  | Pearl Aircraft Corporation        | 2012      | 30              | 15       |           |
| 2 Tháng 9 năm 2010   | Willis Lease Finance              | 2012      | 6               | 4        |           |
| 17 Tháng 1 năm 2011  | Interjet                          | 2012      | 15              | 5        |           |
| Total:               | Total:                            | Total:    | 189             | 74       | 1         |

Vào tháng 8 năm 2012, Armavia đã công bố việc từ bỏ mua Superjet. Theo Armavia thì công ty này chịu thiệt hại chi phí do thời gian chết thường xuyên của máy bay vì lý do trục trặc kỹ thuật. Armavia đã yêu cầu hai chiếc máy bay SSJ-100, nhưng máy bay thứ hai không bao giờ được giao cho hãng hàng không.
Sukhoi cung cấp các máy bay cho hãng Aeroflot với cái giá được biết đến là thua lỗ do máy bay được mua với giá thấp hơn chi phí sản xuất đáng kể (23-24.000.000 $) do thực tế Aeroflot là khách hàng lớn đầu tiên. Aeroflot là khách hàng ban đầu của máy bay SSJ-100 với tổng khối lượng đặt hàng là 30 máy bay. Như nhiều lần đã nói trong SCU, Aeroflot đã nhận được chiết khấu tốt khi ký hợp đồng, số tiền đó không được tiết lộ.
Sukhoi Superjet 100 (PK-ECL) của hãng hàng không Sky Aviation (Indonesia) bắt đầu hoạt động vào ngày 23 tháng 3 năm 2013 nhưng hiện nay hãng đã phá sản. Sau khi chấm dứt hoạt động của hãng hàng không, máy bay được lưu giữ.
Kể từ ngày 24 tháng 3 năm 2013 Sukhoi Superjet 100 (RDPL-34.195) của Lào thực hiện các chuyến bay thương mại đầu tiên trên tuyến Vientiane - Luang Prabang nhưng hiện nay hãng đã ngừng hoạt động.
Red Wings Airlines có đội bay bao gồm năm chiếc Sukhoi Superjet 100 nhưngg đã quyết định từ bỏ hoạt động của những chiếc máy bay này. Red Wings cho đến cuối tháng 5/2016 đã trả lại toàn bộ năm chiếc Sukhoi SuperJet. Như báo cáo trước đây của tờ báo Kommersant cho thấy chi phí hoạt động cao và mức hỗ trợ kỹ thuật không đủ để sử dụng máy bay Sukhoi Superjet 100 hiệu quả khiến hãng không có lợi nhuận. Ngay cả với vận tải hành khách tốt và tần suất bay cao, sử dụng máy bay Sukhoi Superjet 100 đã được Red Wings cho biết là không có lợi do việc bảo trì máy bay do các nhà cung cấp phụ tùng và dịch vụ MRO được đảm bảo vị trí độc quyền đắt hơn các máy bay khác. Yamal Airlines đã hủy các tùy chọn của mình cho 10 chiếc Superjet 100, với lý do chi phí vận hành và bảo trì cao. Hãng Interjet của Mexico, khách hàng quốc tế lớn nhất của SJJ-100 đã đóng băng các đợt giao hàng tiếp theo sau khi chấp nhận 22 trên 30 máy bay ban đầu theo đơn đặt hàng. Một khách hàng nước ngoài khác - CityJet của Ireland đã đặt hàng tổng cộng 15 chiếc SSJ100, với tùy chọn thêm 16 chiếc nhưng chỉ có 7 chiếc đã được giao. Adria Airlines của Slovenia cũng đã rút khỏi hợp đồng tiềm năng cho 15 chiếc Superjet 100.
Sukhoi chỉ giao ba SSJ trong nửa đầu năm 2019 khiến doanh thu bán máy bay giảm bảy lần xuống còn 2,05 tỷ rúp (32,05 triệu USD) so với 14,7 tỷ USD năm ngoái (232,7 triệu USD) và giảm bốn lần doanh thu bán hàng, dẫn đến khoản lỗ ròng tăng 32,7%. Công ty cần đạt được tốc độ sản xuất từ 32 đến 34 máy bay mỗi năm để kiếm lợi nhuận, mặc dù nhu cầu được dự báo sẽ chỉ có 10 máy bay mỗi năm trong khoảng thời gian 20 năm.

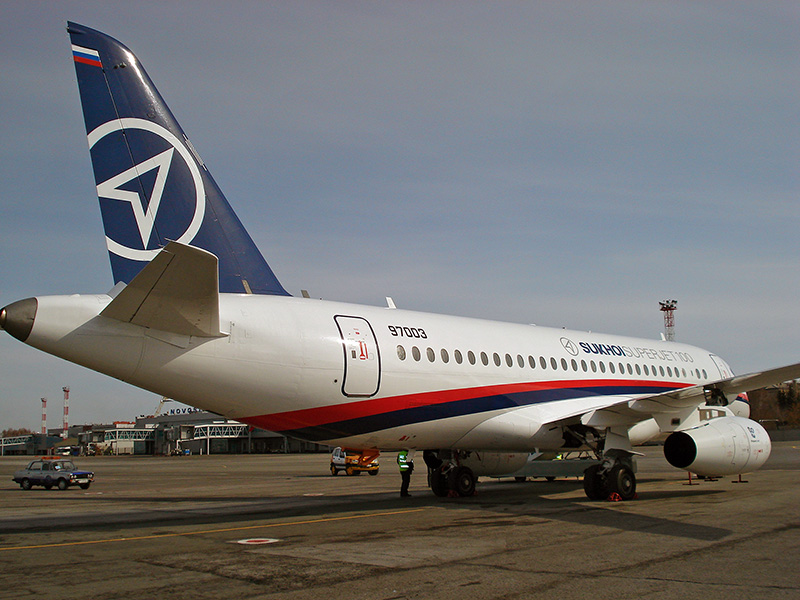
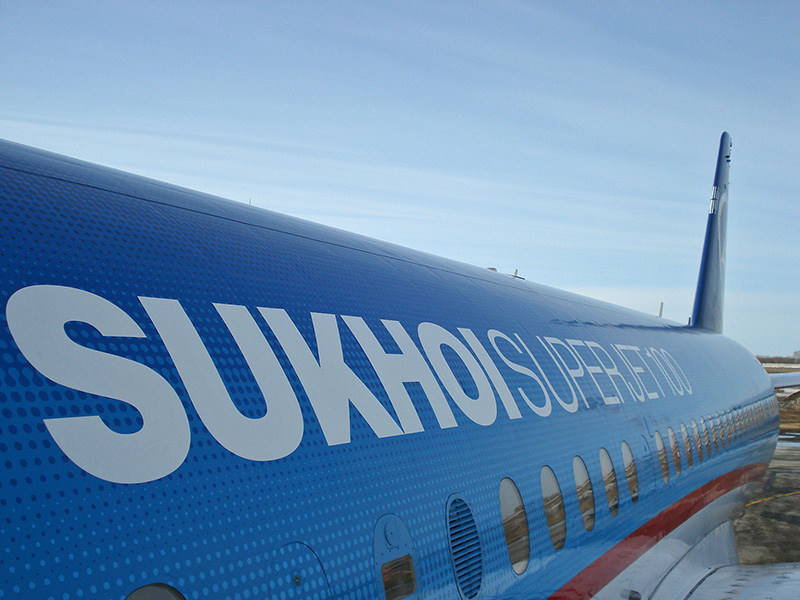
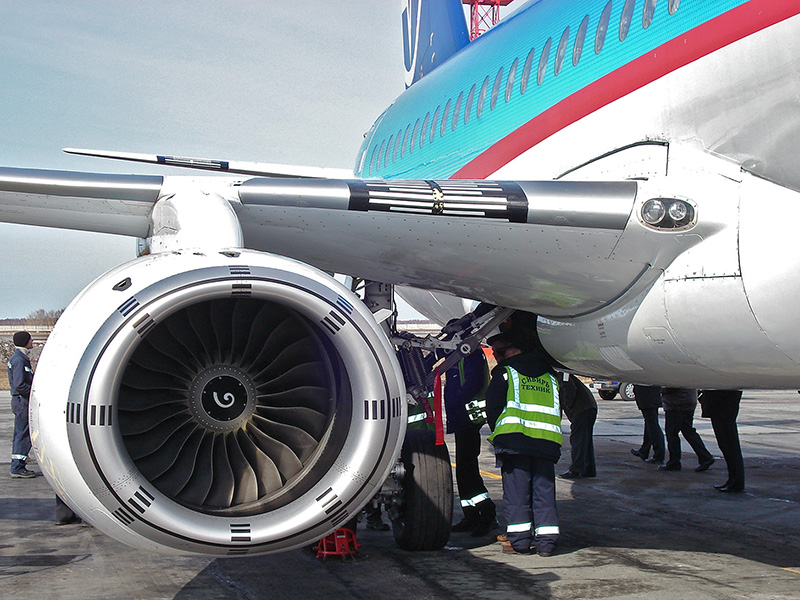
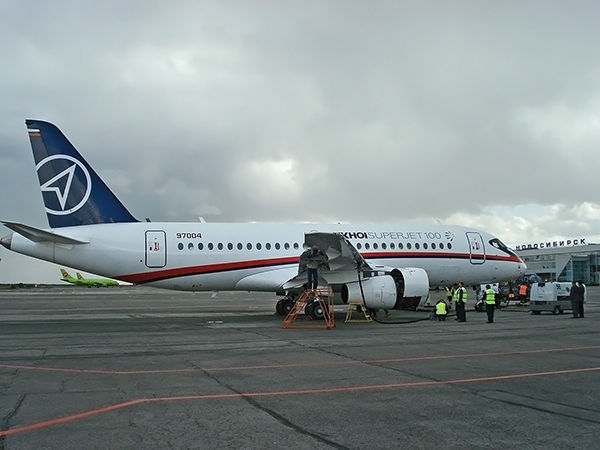
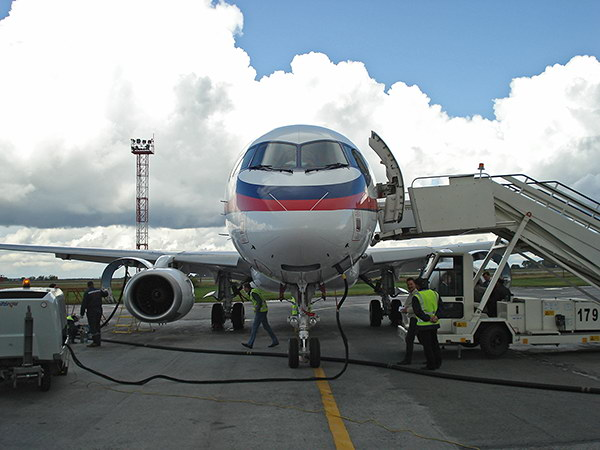

## Tai nạn
Ngày 9/5/2012, một chiếc máy bay Sukhoi Superjet 100 của Nga đã gặp tai nạn trong chuyến bay trình diễn tại sườn núi Salak, Indonesia. Chiếc máy bay biến mất trên màn hình radar chỉ sau 50 phút cất cánh. Đã có 50 người trên chiếc máy bay gặp nạn bao gồm 8 phi hành đoàn và 42 hành khách. Chiếc máy bay đâm phải sườn núi dựng đứng cao 2200 mét và vỡ ra thành từng mảnh nhỏ. Thủ tướng Nga Dmitry Medvedev đã thành lập một ủy ban để điều tra về tai nạn. Đây là vụ tai nạn thảm khốc nhất của Superjet 100. Vụ tai nạn là tổn thất đầu tiên của một chiếc SSJ-100.